# 馬特拉·拉賈帕克薩國際機場
馬特拉·拉賈帕克薩國際機場是一座位於斯里蘭卡漢班托塔的國際機場，該機場於2012年10月開始營運，2013年正式啟用，其為斯里蘭卡之第二座國際機場，僅次於位於首都可倫坡的班達拉奈克國際機場。

## 簡介
落成之時，這座嶄新的國際機場被期待將帶動地方甚至全國的經濟成長，提升斯里蘭卡之國際貿易、觀光、工業成長率。
此外，本機場基於環保概念，斯里蘭卡政府花費3億美金將此機場規劃為一個可以為地球環保盡一份心力的綠建築機場。此機場的規劃設計參考國際民航組織標準設計而成，可以提供全世界最大民航機A380的停靠。而關於此機場的協助規劃及建設是出自於中華人民共和國政府的援助。
作為斯里蘭卡第二大機場，投資2.9億美元的馬特拉·拉賈帕克薩國際機場原計劃每年接待旅客100萬人次。而在2017年，它每天接待的旅客只有十幾個，因此也被稱爲「世界上最空曠的國際機場」。

## 歷史
馬特拉·拉賈帕克薩國際機場機場由斯里蘭卡機場管理公司經營，其跑道於2012年2月底完工。機場營運初時，斯里蘭卡航空、錫蘭航空、肉桂航空、阿拉伯航空、杜拜航空均有經營來往此機場的國際航班，然而由於客量持續偏低，阿拉伯航空來往沙迦航線在營運6個星期後停辦。
在2017年，馬特拉·拉賈帕克薩國際機場只有1條定期國際航線使用（由杜拜航空營運）。該機場的唯一定期航線於2018年6月終止服務。
至2018年中，所有航空公司均停辦了來往馬特拉·拉賈帕克薩國際機場的國際和國內航班，只剩下肉桂航空獨自經營來往此機場的國內航班。

## 客運人數
2015年全年，馬特拉·拉賈帕克薩國際機場共接待2,739名旅客，2016年有4,772名旅客，2017年則有38,197名旅客（含轉機）。

## 航空公司與目的地
（下列航空公司之排列以該公司英語字首由A至Z排列）

### 客運
| 航空公司 | 目的地                                    |
| -------- | ----------------------------------------- |
| 紅翼航空 | Roshchino International Airport、伏努科沃 |
| SkyUp    | 巴林                                      |

### 貨運
| 航空公司         | 目的地 |
| ---------------- | ------ |
| 安適航空         | 可倫坡 |
| 斯里蘭卡航空貨運 | 清奈   |